# Strip (Unix)
在Unix和类Unix操作系统中，strip程序从可执行二进制程序和目标文件中移除非必要信息，因此潜在的导致更好的性能，并且有时有显著的更小的磁盘空间使用（“非必要信息”意味着这种信息对二进制文件在正常执行中的正确功能而言是不需要的）。 这种信息可以由调试和符号信息组成；但是标准将变化范围留给实现者来决定。
进一步的说，使用strip可以增进二进制文件针对逆向工程的安全性。strip的效果可以直接由连接器完成。例如，在GNU编译器套件中这个选项是-s。
GNU计划提供了strip的实现作为GNU Binutils包的一部分。strip已经被移植到其他操作系统包括Microsoft Windows。

## 例子
例如在WSL环境下：
```
$
sudo
 
strip
 
-R
 
.note.ABI-tag
 
/usr/lib/x86_64-linux-gnu/libQt5Core.so.5

```

从共享目标文件libQt5Core.so.5中移除章节.note.ABI-tag。

## 引用
- , , The Open Group, 1997  [2019-05-30], （原始内容存档于2009-05-11）